# Pimelodus argenteus
Pimelodus argenteus es una especie de pez de la familia Pimelodidae en el orden de los Siluriformes.

## Morfología
Los machos pueden llegar alcanzar los 28,5 cm de longitud total.

## Distribución geográfica
Se encuentran en Sudamérica: cuenca del Plata en la Argentina.

## Taxonomía
Esta especie fue descrita originalmente en el año 1891 por el zoólogo Alberto Perugia. La localidad tipo es: «Río Paraná, Colonia Resistencia, Argentina». 
Pimelodus brevis Marini, Nichols & La Monte, 1933 fue considerada una especie aparte durante más de 80 años, pero en 2014 fue pasada a la sinonimia de Pimelodus argenteus.